# Flight Unlimited II
Flight Unlimited II es un videojuego tipo simulador de vuelo desarrollado por Looking Glass Studios y publicado por Eidos Interactive en 1997.
Permite que el jugador controle un avión en el espacio aéreo de la Bahía de San Francisco, en el cual sobrevuelan hasta 600 aviones controlados por la inteligencia artificial del servicio de tráfico aéreo en tiempo real. A diferencia de su predecesor, Flight Unlimited, cuya mecánica de juego está centrada en las acrobacias aéreas, este otro título aboga por una mecánica dirigida a cualquier jugador inexperto en la aviación. Para cumplir su cometido, los desarrolladores se encargaron de producir un nuevo motor de física y otro sistema de juego. Esto se debió en parte también a la salida de Looking Glass Studios del programador responsable del sistema computacional de dinámica de fluidos del juego anterior, Seamus Blackley.
Con Flight Unlimited II, Looking Glass buscó ofrecer al jugador una experiencia de tipo inmersiva en cuanto a una simulación de vuelo permite ofrecer, de tal forma que pudiese competir con la serie de juegos Flight Simulator de Microsoft. Después de su estreno, se vendieron las suficientes copias del juego como para recuperar el costo de la inversión. Inclusive, algunos críticos como Denny Atkin, de Computer Gaming World, le dieron buenas evaluaciones por sus gráficos, la física y el espacio aéreo simulado. No obstante, se le consideró aún inferior a Microsoft Flight Simulator '98. Después de este juego, el equipo de Looking Glass se separó para producir dos juegos más de forma simultánea: Flight Unlimited III y Flight Combat (este último luego llamado Jane's Attack Squadron). La producción de este par de títulos atravesó por algunos problemas que, a final de cuentas, causaron el cierre del estudio desarrollador en mayo de 2000.